# Зигельбойм, Шмуэль
Шмуэль Зигельбойм (21 февраля 1895, Боровица, Люблинское воеводство — 12 мая 1943, Лондон) — польско-еврейский политик-социалист, член Бунда.

## Биография
Родился в многодетной семье домашнего учителя, в 11 лет ему пришлось бросить школу и начать работать.
В юношеские годы стал членом Бунда, в 1924 г. стал членом его Центрального комитета, с 1936 года возглавлял отделение Бунда в Лодзи и был избран в муниципалитет этого города.
После начала Второй мировой войны перебрался в Варшаву, где стал одним из 12 польских общественных деятелей (среди них два еврея), взятых немцами в заложники, но затем освобожденных. Был членом Юденрата Варшавы, в октябре-декабре 1939 года участвовал в создании подпольной организации.
В конце 1939 года Зигельбойм сумел бежать от грозящего ареста в тогда ещё нейтральную Бельгию, где стал членом исполнительного комитета Социалистического рабочего интернационала по расследованию преступлений, совершенных нацистами против евреев в Польше.
После немецкого вторжения в Бельгию в мае 1940 года Зигельбойм бежал в Париж, а после оккупации немцами Франции в сентябре 1940 года смог бежать в Нью-Йорк. В марте 1942 года он был направлен в Лондон в качестве представителя Бунда в Национальном Совете польского правительства в изгнании.
В последние годы жизни предпринимал усилия для того, чтобы проинформировать западных союзников о Холокосте и заставить их попытаться спасти европейских евреев от уничтожения нацистами. Для этого он выступал на радио и проводил встречи. Одной из последних попыток Зигельбойма привлечь широкое внимание к проблеме стал его буклет «Stop Them Now. German Mass Murder of Jews in Poland», опубликованный на английском языке.
12 мая 1943 года покончил с собой, отравившись амобарбиталом, получив известия о ликвидации Варшавского гетто и гибели там своих близких, бесплодности Бермудской конференции союзников, а также в знак протеста против бездействия политиков.

## После смерти
Тело Зигельбойма было кремировано в знак символического протеста и единения с миллионами погибших во время Холокоста. В 1959 году его оставшийся в живых сын обнаружил останки в сарае на еврейском кладбище Голдерс-Грин в Лондоне. Поскольку Зигельбойм был кремирован, религиозная община не разрешила захоронить его прах на еврейском кладбище. При содействии американского еврейского рабочего движения останки Зигельбойма были доставлены в США и захоронены на Новом кладбище Маунт-Кармел в Риджвуде, штат Нью-Йорк в 1961 году.

## Награда
В 1998 году Шмуль Зигельбойм был посмертно награждён командорским крестом со звездой Ордена Возрождения Польши.